# Gustav Reinwald

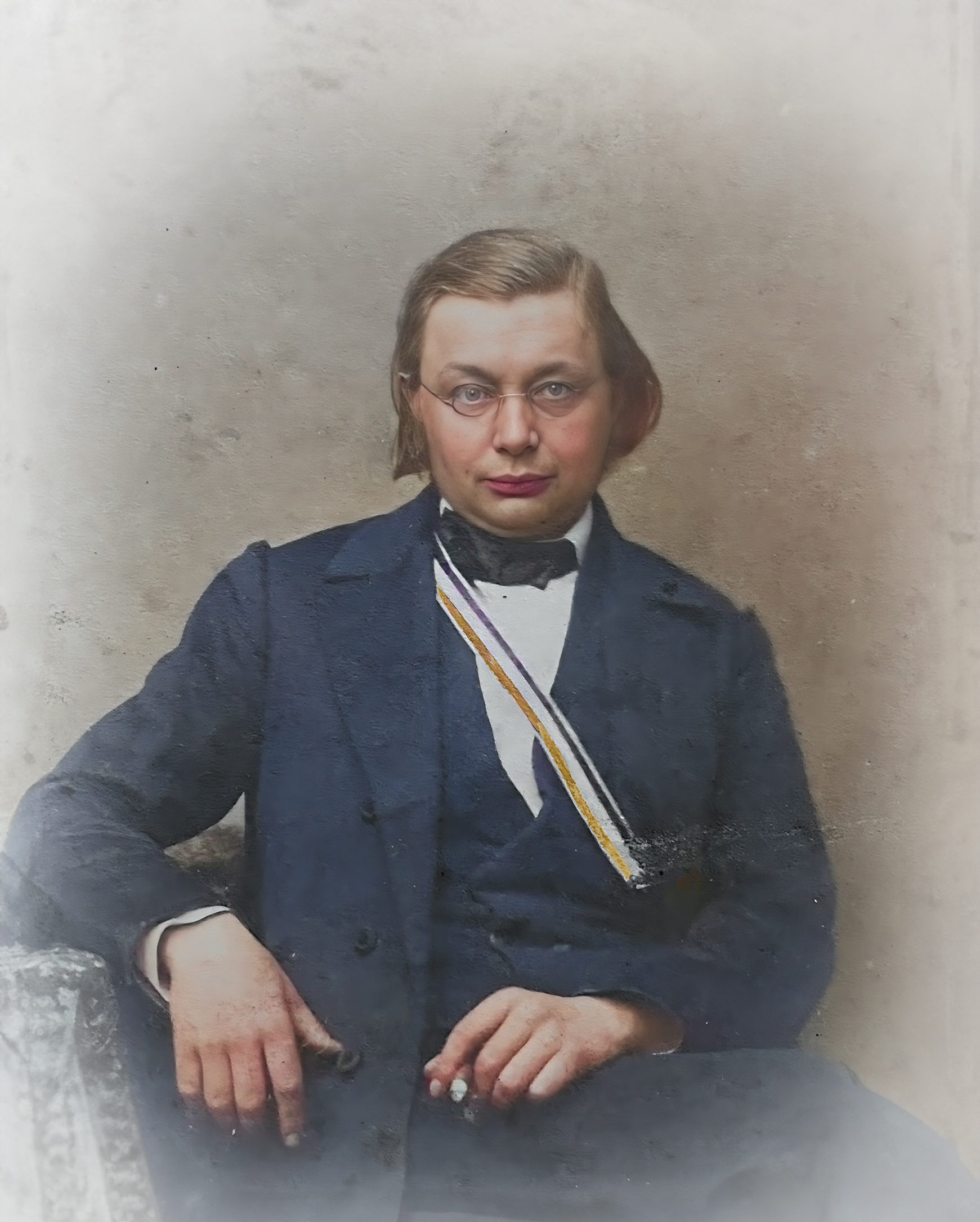
Reinwald als Erlanger Wingolfit

Gustav Johann Michael Reinwald (* 16. März 1837 in Heckenmühle bei Diebach; † 30. September 1898 in Lindau (Bodensee)) war ein deutscher lutherischer Geistlicher.
Reinwald studierte Theologie, Geschichte und Philosophie an der Universität Erlangen. Dort trat er 1859 dem Erlanger Wingolf bei. 1864 kam er als Vikar nach Lindau und war dort später Stadtpfarrer. Bei der Renovierung des Rathauses der Stadt setzte er sich für die Unterbringung der Stadtbibliothek und eines Stadtarchivs in dem Gebäude ein und legte so die Grundlage für die wissenschaftliche Erforschung der Lindauer Stadtgeschichte.
Zudem war er Mitbegründer und Vizepräsident des Bodenseegeschichtsvereins, der ihn 1893 zum Ehrenmitglied ernannte. 1889 rief er den Lindauer Museumsverein ins Leben, dessen Vorsitz er übernahm.
Anlässlich seines 25-jährigen Wirkens in Lindau wurde er am 28. Januar 1891 zum Ehrenbürger der Stadt Lindau (Bodensee) ernannt.

## Schriften
Aufsätze in den Schriften des Vereins für Geschichte des Bodensees und seiner Umgebung:
- Dr. J. Heider’s Tagebuch über den Verlauf der Belagerung Lindaus durch die Schweden, 29. December (8. Januar) 1646 – 28. Februar (10. März) 1647, 1. Jg. 1869, S. 74–107 (Digitalisat)
- Das Barfüßerkloster und die Stadtbibliothek in Lindau, 2. Jg. 1870, S. 39–49 (Digitalisat)
- Beschreibung des Argengaues, 6. Jg. 1875, S. 151–166 (Digitalisat)
- Vom Reichstage in Lindau 1496–1497, 12. Jg. 1883, S. 15–35 (Digitalisat)
- Beitrag zur Geschichte der Geschlechter und des Bürgertums in Lindau, 13. Jg. 1884, S. 176–188 (Digitalisat)
- Ergänzungen zu den Mitteilungen über das Patriziat und Bürgertum in Lindau, 14. Jg. 1885, S. 134–135 (Digitalisat)
- Beiträge zur Geschichte der Stadt Lindau. Die frühere Barfüßerkirche und das alte Rathaus, 16. Jg. 1887, S. 141–171 (Digitalisat)
- Nachruf Johann Thomas Stettner, 17. Jg. 1888, S. 124–129 (Digitalisat)
- Nachruf Eduard von Pfister, 20. Jg. 1891, S. 168–179 (Digitalisat)
- Die Reichsstadt Lindau und ihre Nachbarn, 21. Jg. 1892, S. 55–70 (Digitalisat)
- Auszug aus der Stadtchronik von Lindau 1891, 21. Jg. 1892, S. 221–225 (Digitalisat)
- Die Vorschaffner unseres Vereins (Auszug aus einer Rede), 22. Jg. 1893, S. 8–10 (Digitalisat)
- Auszug aus der Chronik von Lindau 1892, 22. Jg. 1893, S. 116–118 (Digitalisat)
- Entstehung und Entwicklung des Vereins für Geschichte des Bodensees und seiner Umgebung, 23. Jg. 1894, S. 10–16 (Digitalisat)
- Nachruf Dr. Albert Moll, 24. Jg. 1895, S. 223–230 (Digitalisat)
- Auszug aus der Chronik von Lindau 1894 und 1895, 25. Jg. 1896, S. 107–113 (Digitalisat)
- Ein Jubiläum aber keine Jubelfeier. Erinnerungen an die Drangsale der Stadt Lindau und Umgebung in den Zeiten des I. Koalitionskrieges 1796/97, 26. Jg. 1897, S. 75–102 (Digitalisat)
- Ravensburgs Beziehungen zu Lindau. Bilder aus dem reichsstädtischen Leben beider Städte, 28. Jg. 1899, S. 53–57 (Digitalisat)
- 1799–1803, 28. Jg. 1899, S. 58–77 (Digitalisat)